# Ámon
Ámon (também Amon ou Amun; em grego clássico: Ἄμμων; romaniz.: Ámmon ou  Ἅμμων, Hámmon; em egípcio: Yamānu) foi um deus da mitologia egípcia. Seu nome significa "O oculto", uma vez que originalmente era a personificação dos ventos. Durante o Antigo e o Médio Império Amon existiu como uma divindade extremamente local e pouco importante. Adorado em Tebas (uma cidade distante dos grandes centros de poder localizados em Mênfis, Heliópolis e Abidos), Amon provavelmente dividia sua mitologia com mais sete deuses locais. Pouco sabemos desta mitologia primeira que envolvia a figura de Amon nos primórdios da civilização egípcia.
Com a fundação da XVIII dinastia e o despontar do Novo Império, Amon muda completamente de status. De origem tebana, os faraós da XVIII dinastia deslocaram definitivamente o eixo do poder para o Alto Egito, fazendo de Tebas sua capital. Magicamente, Amon converte-se no deus do Império, propiciador da vitória nas batalhas e pai de todos os demais deuses do panteão. Como que para legitimar esta mudança de funções divinas, Amon é relacionado a Rá, o mais antigo dentre os deuses que um dia foram adorados como criador da vida e pai de todos os deuses. Sob o nome de Amon-Rá, Amon passa a ser reverenciado sob aspectos criadores e solares. Embora seu nome continue significando O Oculto ou O Escondido, escasseiam as referências de Amon como personificação dos ventos.

## Origem do nome
O nome de Ámon foi registrado pela primeira vez no idioma egípcio como ỉmn, que significa "O escondido". Como as vogais não eram escritas nos hieróglifos egípcios, egiptólogos reconstruíram a pronúncia de seu nome como Yamānu (/jamaːnu/). O nome sobreviveu no copta como Ⲁⲙⲟⲩⲛ, Amoun.[carece de fontes?]

## Iconografia
Identificado com o sol, era representado de várias formas: como animal, como homem com cabeça de animal ou como um homem normal com um barrete encimado por duas grandes plumas. Os animais a ele associados eram o ganso e o carneiro. Por isso, este deus podia ser representado sob estas formas, embora a de ganso fosse muito rara. Os sacerdotes que prestavam culto a este deus vestiam túnica branca com capa de pele de leopardo, tinham de raspar a cabeça e não podiam caçar animais relacionados ao deus, nem usar peruca.
Por volta do ano 2 000 a.C., Ámon era o principal deus dos egípcios. Seiscentos anos mais tarde, o Faraó Aquenáton preocupado com o grande poder que os sacerdotes deste deus tinham alcançado, tentou substituir o seu culto pelo de Áton. Porém, à sua morte, o seu sucessor, o Faraó Tutancâmon, fez com que todo o Egito passasse a prestar de novo culto a Ámon. O culto a este  deus haveria de acabar definitivamente quando os assírios, no ano 663 a.C., conquistaram Tebas e impuseram o culto aos seus deuses.
O deus Ámon era acompanhado de sua mulher Mute (representada num corpo de mulher, mas com cabeça de abutre ou coroas).

## Sacerdotes
Cada sacerdote do deus Ámon deve utilizar sempre uma túnica branca com uma capa de pele de leopardo, ele tem cabeça raspada e não pode fazer certas coisas, como caçar animais relacionados ao deus e usar uma peruca. Ámon tinha o principal centro de culto em Tebas, no Antigo Egito.